# Vau-pe
VAU-PE Modellspielwaren und Formenbau GmbH war ein Modelleisenbahn-Zubehör-Hersteller aus Wangen im Allgäu.
Das Unternehmen wurde von Voigt („Vau“, Vorname unbekannt) und Friedrich Poppitz („Pe“) am 1. Juli 1950 gegründet und war erstmals 1951 auf der Spielwarenmesse mit 18 verschiedenen Baummodellen vertreten, die aus Drahtgeflecht mit ca. 15 festangestellten Mitarbeitern hergestellt wurden und sehr realitätsnah aussahen.
Am 1. Juli 1952 wurde die Firma umgewandelt in die Vau-Pe Friedrich Poppitz KG (3579 Neukirchen Kr. Ziegenhain). In diesem Jahr wurde das Sortiment um Fertigmodell-Gebäude aus Holz, Pappe und Gips und um weiteres Modellbahnzubehör erweitert.
1958 baute das Unternehmen ein neues Firmengebäude und bezog es 1959. Zu diesem Zeitpunkt hatte das Unternehmen zehn festangestellte Mitarbeiter sowie 30 bis 40 Heimarbeiter.
1960 trat Horst Pollak von Pola an Vau-Pe heran, der wegen der hohen Einstiegskosten für eine neu aufzubauende Fertigung von Kunststoffbausätzen auf der Suche nach Mitinvestoren war. Fortan wurden die Kunststoffteile überwiegend bei Pola produziert und am Stammsitz verkaufsfertig konfektioniert. Einige Gussformen wurden in Bausätzen beider Firmen verwendet.
Durch Geburtenrückgang und das Aufkommen der Computerspiele veränderte sich Anfang der 1980er Jahre der Markt entscheidend. Vau-Pe als Familienbetrieb ohne Nachfolger beschloss 1985, die Produktion einzustellen, die Restbestände mit zwei Mitarbeitern verkaufsfertig aufzuarbeiten und dann die Firma zu schließen.
Da der Produktionspartner Pola zu diesem Zeitpunkt durch den Tod des Geschäftsführers ebenfalls in Schwierigkeiten war, zeigte nur Eckhard Braun, früherer Mitarbeiter bei Noch, Interesse an einer Übernahme. Er kaufte Vau-Pe, verlegte den Unternehmenssitz nach Wangen im Allgäu und legte die Kunststoffbausätze in den Größen H0, TT, N noch einmal neu auf. Aktuell wird nicht mehr produziert.
Mit gleicher Adresse und Telefonnummer erschien später die Firma ARWE-Modelltechnik Christel Braun e. K.
Die letzte bekannte Adresse war: Webereiweg 1, 88239 Wangen im Allgäu.